# إيدي باتلر
إيدي باتلر هو سياسي بريطاني، ولد في 13 نوفمبر 1962. نشط حزبياً في الحزب الوطني البريطاني.

## وصلات خارجية
- الموقع الرسمي